# Vincent Karremans
Vincent Pieter Geert Karremans (Den Haag, 12 november 1986) is een Nederlands ondernemer, en een politicus en bestuurder namens de VVD. Sinds 19 juni 2025 is hij minister van Economische Zaken in het kabinet-Schoof. Van 2 juli 2024 tot 19 juni 2025 was hij staatssecretaris van Volksgezondheid, Welzijn en Sport (Jeugd, Preventie en Sport) in hetzelfde kabinet. Van 2 september 2021 tot 2 juli 2024 was hij wethouder van Rotterdam.

## Maatschappelijk leven
Karremans ging van 1999 tot 2005 naar het gymnasium op het Rijnlands Lyceum Wassenaar. Hij studeerde van 2005 tot 2012 Financiële Economie (cum laude) en van 2005 tot 2013 Ondernemingsrecht aan de Erasmus Universiteit Rotterdam. Tijdens zijn studie was hij voorzitter van het Rotterdamsch Studenten Corps.
In 2011 richtte Karremans tijdens zijn studietijd met anderen het bedrijf Magnet.me op, dat werkzoekenden en bedrijven met elkaar in contact brengt. In 2017 deed hij mee aan het televisieprogramma What's the right thing to do? van de publieke omroep HUMAN. Van 2019 tot 2023 was hij voorzitter van de AYA taskforce van het Erasmus MC Kanker Instituut.
Karremens trouwde en kreeg twee kinderen. Zijn interesses zijn onder andere voetbal, CrossFit, geschiedenis, technologie en Nederlandse, Britse en Amerikaanse politiek.

## Politiek leven
Karremans was tijdens de gemeenteraadsverkiezingen in 2018 lijsttrekker voor de VVD in Rotterdam. Onder zijn leiding behaalde de partij vijf zetels (10,68%) en werd daarmee de op één na grootste partij van de stad, achter Leefbaar Rotterdam (11 zetels, 20,50%). Hoewel zijn partij met twee wethouders toetrad tot het college van b&w, nam Karremans plaats in de gemeenteraad. Als fractievoorzitter werd hij verkozen tot Beste Politicus van Rotterdam in 2018.
Op 2 september 2021 volgde Karremans Bert Wijbenga op als wethouder van buitenruimte, integratie en samenleven en eerste locoburgemeester wegens diens benoeming als burgemeester van Vlaardingen. Hierdoor moet hij zijn werkzaamheden voor Magnet.me neerleggen. In oktober 2021 werd hij er lijsttrekker van de VVD voor de gemeenteraadsverkiezingen in 2022. Op 30 maart 2022 werd hij herkozen als gemeenteraadslid.
Op 16 juni 2022 werd Karremans gekozen tot wethouder van handhaving, buitenruimte en mobiliteit. Robert Simons nam zijn plek in als eerste locoburgemeester en hijzelf werd tweede locoburgemeester.
Op 2 juli 2024 werd Karremans benoemd als staatssecretaris op het ministerie van Volksgezondheid, Welzijn en Sport met als portefeuille Jeugd, Preventie en Sport.
Op 19 juni 2025 werd Karremans benoemd tot minister van Economische Zaken. Hij was de opvolger van Dirk Beljaarts, die was afgetreden toen de PVV zijn steun aan het kabinet-Schoof introk.

### Bestseller 60
| Boeken met noteringen in de Nederlandse Bestseller 60 | Jaar van verschijnen | Datum van binnenkomst | Hoogste positie | Aantal weken | Opmerkingen |
| ----------------------------------------------------- | -------------------- | --------------------- | --------------- | ------------ | ----------- |
| Student entrepreneur                                  | 2025                 | 30-04-2025            | 60              | 1            |             |